# Камалдоли (Салерно)
Камалдоли је насеље у Италији у округу Салерно, региону Кампанија.
Према процени из 2011. у насељу је живело 258 становника. Насеље се налази на надморској висини од 393 м.